# Liste der Wappen in Umbrien
Die Liste der Wappen in Umbrien zeigt die Wappen der Provinzen der Region Umbrien in der Republik Italien. In dieser Liste sind die Wappen jeweils mit einem Link auf den Artikel über die Provinz und mit einem Link auf die Liste der Wappen der Orte in dieser Provinz angezeigt.

## Wappen Umbriens

Wappen Umbriens
Flagge Umbriens
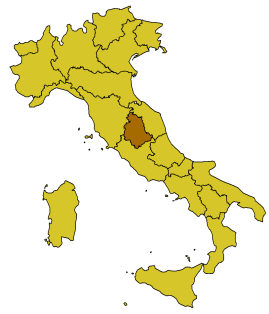
Lage in Italien
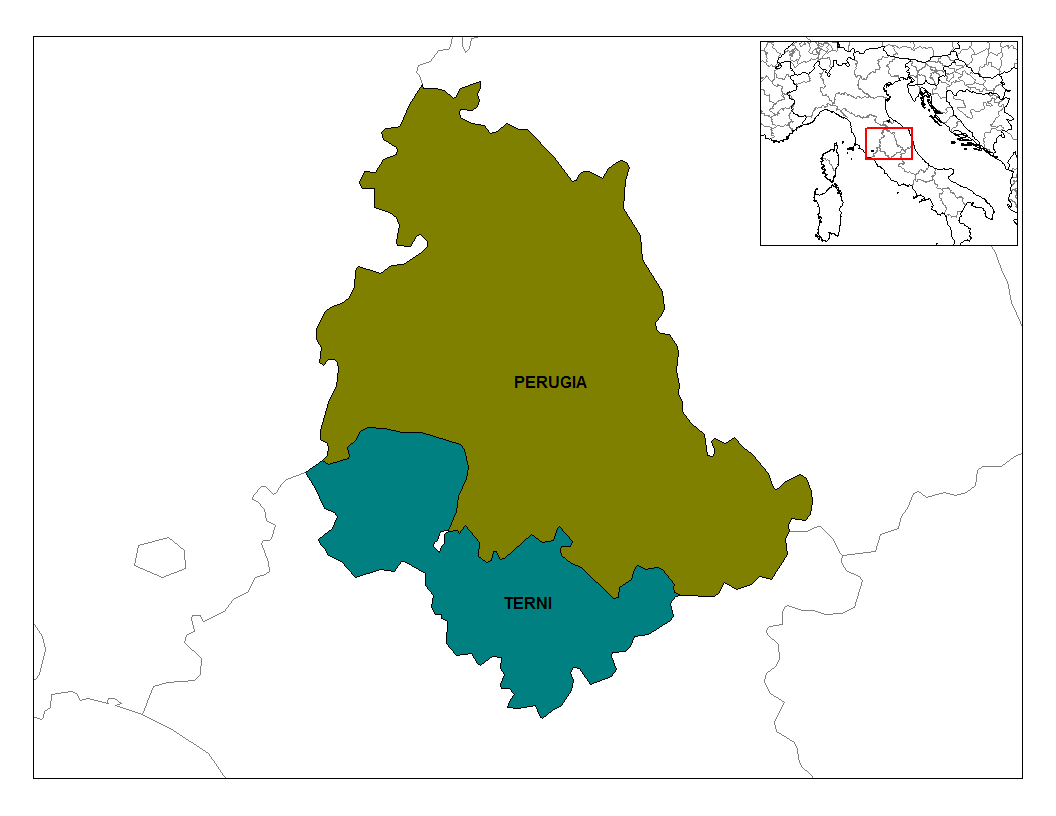
Lage der Provinzen in Umbrien

## Wappen der Provinzen der Region Umbrien

Provinz Perugia (Wappen der Orte)
Provinz Terni (Wappen der Orte)